# Josef Grünner
Josef Grünner SDB (* 1949 in Dengling, Landkreis Regensburg) ist deutscher Salesianer Don Boscos. Er war von 2005 bis 2017 Provinzial der Deutschen Provinz der Salesianer Don Boscos. Seit 2017 ist er Missionsprokurator der Don Bosco Mission in Bonn.

## Leben
Er besuchte das Gymnasium der Salesianer Don Boscos in Ensdorf, trat 1967 in Jünkerath in das Noviziat ein und legte im Jahr darauf die Erste Profess ab. Nach dem Abitur 1971 in Burghausen studierte er Philosophie, Sozialpädagogik und Theologie an der Ordenshochschule Benediktbeuern. Nach Abschluss des Studiums wurde er 1979 zum Priester geweiht.
Von 1981 bis 1985 war er Hochschulseelsorger und Lehrbeauftragter in Benediktbeuern. Von 1986 bis 1997 Diözesanjugendpfarrer der Diözese Augsburg und von 1997 bis 2003 Provinzialvikar und Personalreferent der Süddeutschen Provinz der Salesianer Don Boscos. 2003 wurde er zum Provinzial der Süddeutschen Provinz ernannt, seit August 2005 war er Provinzial der vereinigten Deutschen Provinz und damit verantwortlich für 346 Salesianer Don Boscos, die zusammen mit über 1.600 Mitarbeitern in 33 Einrichtungen arbeiten.
Als Provinzial ist er zugleich Vorsitzender des Kuratoriums der Philosophisch-Theologischen Hochschule Benediktbeuern sowie Vorsitzender des Aufsichtsrates der Don Bosco Medien GmbH.
1984, 1990, 1996, 2002 und 2008 nahm Pater Grünner an den Generalkapiteln der Salesianer Don Boscos in Rom teil.